# Stickfasthet
Stickfasthet är ett mått på hur tät en stickning är, det vill säga hur många maskor som finns på ett visst antal centimeter av ett varv av stickningen och hur många varv som ryms på ett visst antal centimeter på höjden. Oftast mäts masktäthet och varvtäthet i en ruta på tio gånger tio centimeter. Olika personer stickar olika fast, och kan alltså producera olika stickfasthet även om de använder samma garn och stickor. 
I en stickbeskrivning anges oftast den stickfasthet som personen som konstruerade mönstret har använt. Detta är viktigt för att den som stickar utifrån mönstret ska få ett resultat som stämmer överens med mönstret - en liten skillnad i stickfastheten mätt över 10 centimeter kan innebära en stor skillnad i storlek för ett stort plagg. I många fall är masktätheten viktigare än varvtätheten att ta hänsyn till, eftersom det ofta är lättare att anpassa längden än bredden på ett plagg.
För att hitta stickfastheten stickas en provlapp i samma garn och med samma stickor som ska användas till den slutliga stickningen. Om inget annat anges i mönstret gäller stickfastheten slätstickning. För att mätningen ska stämma bör provlappen vara större än det område som ska mätas. Provlappen bör också tvättas före mätning om den färdiga produkten är tänkt att kunna tvättas, detta eftersom stickningar kan ändra storlek och form av att tvättas. Antalet maskor och varv räknas sedan inom det utrymme som anges i mönstret, till exempel 10 cm på båda ledder. Är det för många maskor och varv kan grövre stickor användas för att få en lösare stickning, och omvänt kan tunnare stickor användas för att sticka fastare om provstickningen har för få maskor och varv.
Stickfastheten i mönsterbeskrivningen kan också användas för att hitta ett passande garn att använda, eftersom ungefärlig stickfasthet brukar anges på garnets etikett.